# Faint (bài hát)
"Faint" là một bài hát của ban nhạc rock người Mỹ Linkin Park trong album phòng thu thứ 2 của họ, Meteora. Bài hát được phát hành làm đĩa đơn thứ 2 của album vào ngày 9 tháng 6 năm 2003 và là bài hát thứ 7. Nó lọt vào top 30 trên phần lớn các bảng xếp hạng được góp mặt, bao gồm cả Hot 100 khi đạt vị trí thứ 48. Bài hát đạt vị trí số 1 trên  Modern Rock Tracks của Mỹ, trở thành bản hit quán quân thứ 3 của ban nhạc trên bảng xếp hạng. Bài hát sau đó xuất hiện trong đĩa EP mashup của nhóm với Jay-Z, Collision Course, khi nó được mashup với lời của bài hát Jigga What từ album Vol. 2... Hard Knock Life.
Các ban nhạc metalcore của Mỹ là I, Breather và Memphis May Fire đã thu âm bản cover "Faint" của họ, cũng như ban nhạc metalcore của Nhật Bản Crossfaith cùng Masato Hayakawa từ Coldrain. Một ban nhạc Rock khác là SUM 41 (ca sĩ chính Deryck Whibley làm thủ lĩnh) cũng đã mang ca khúc này lên trình diễn trên sân khấu tại Lễ hội âm nhạc Reading Festival năm 2018 tại Reading, Vương quốc Anh, cũng với sự tham gia hỗ trợ phần rap của rapper Mike Shinoda của Linkin Park

## Tổng quan
Bài hát này được phát hành với 2 đĩa đơn, "Faint 1" và "Faint 2", chúng khác nhau về màu bìa và danh sách ca khúc ("Faint 1" có màu xanh lam và "Faint 2" là màu nâu xanh).
Thành công của đĩa đơn này, và thành công của bản mashup "Numb/Encore" của Linkin Park với Jay-Z, đã khiến MTV sản xuất bản mashup "Faint" với "Toxic" của Britney Spears. Nó đã được thực hiện bởi DJ Rob Boskamp và có thể được tìm thấy trên đĩa CD MTV Mash Up - Amazing Remixes! của MTV.

## Video âm nhạc
Video do Mark Romanek đạo diễn và quay ở trung tâm thành phố Los Angeles, nội dung chủ yếu là cảnh ban nhạc biểu diễn trước khán giả và ánh đèn pha.
Tính đến tháng 12 năm 2020, bài hát đã có 295 triệu lượt xem trên YouTube.

## Doanh số thương mại
"Faint" chính thức được phát sóng trên đài phát thanh Hoa Kỳ vào ngày 1 tháng 7 năm 2003. Bài hát lọt vào top 20 trên Hot 100 Recurrent Airplay, và tuần sau đó, nó ra mắt trên Hot 100, bảng xếp hạng chính thức của Hoa Kỳ. "Faint" leo lên vị trí thứ 48, cũng là vị trí cao nhất của bài, trong tuần thứ 8 và vẫn nằm trên bảng xếp hạng cho đến tuần thứ 20. Bài hát lọt vào top 20 trên phần lớn các bảng xếp hạng Billboard mà nó góp mặt. "Faint" có được sự phổ biến trên đài phát thanh Modern Rock Tracks, đạt vị trí số 1 trên bảng xếp hạng đó trong 6 tuần (với 37 tuần nằm trên bảng xếp hạng), đạt vị trí thứ 48 trên Hot 100 Airplay, và đạt vị trí thứ 2 trong 2 tuần trên Mainstream Rock Tracks của Hoa Kỳ.

## Danh sách ca khúc
Tất cả các ca khúc được viết bởi Linkin Park.
| Phần 1 | Phần 1                       | Phần 1     |
| STT    | Nhan đề                      | Thời lượng |
| ------ | ---------------------------- | ---------- |
| 1.     | "Faint"                      | 2:43       |
| 2.     | "Lying from You" (Trực tiếp) | 3:07       |
| 3.     | "Somewhere I Belong" (Video) |            |

Tất cả các ca khúc được viết bởi Linkin Park.
| Phần 2 | Phần 2                              | Phần 2     |
| STT    | Nhan đề                             | Thời lượng |
| ------ | ----------------------------------- | ---------- |
| 1.     | "Faint"                             | 2:43       |
| 2.     | "One Step Closer" (Reanimated Live) | 3:43       |
| 3.     | "Faint Live" (Video)                |            |

Tất cả các ca khúc được viết bởi Linkin Park.
| Đĩa đơn Maxi | Đĩa đơn Maxi                        | Đĩa đơn Maxi |
| STT          | Nhan đề                             | Thời lượng   |
| ------------ | ----------------------------------- | ------------ |
| 1.           | "Faint"                             | 2:43         |
| 2.           | "Lying from You" (Live)             | 3:06         |
| 3.           | "One Step Closer" (Reanimated Live) | 3:41         |

Tất cả các ca khúc được viết bởi Linkin Park.
| Đĩa than 10" | Đĩa than 10"            | Đĩa than 10" |
| STT          | Nhan đề                 | Thời lượng   |
| ------------ | ----------------------- | ------------ |
| 1.           | "Faint"                 | 2:43         |
| 2.           | "Lying from You" (Live) | 3:07         |

## Nhân sự
Linkin Park
- Chester Bennington - ca sĩ
- Mike Shinoda - soạn nhạc cho đàn dây, rap, guitar đệm, sampler
- Brad Delson - guitar chính
- Dave "Phoenix" Farrell - guitar bass
- Joe Hahn - bàn xoay, sampler
- Rob Bourdon - trống

Nhạc sĩ bổ sung
- Joel Derouin, Charlie Bisharat, Alyssa Park, Sara Parkins, Michelle Richards, Mark Robertson - violin
- Evan Wilson, Bob Becker - violin
- Larry Corbett, Dan Smith - cello
- David Campbell - soạn nhạc cho đàn dây

## Xếp hạng và chứng nhận

### Bảng xếp hạng hàng tuần
| Bảng xếp hạng (2003)                 | Vị trí cao nhất |
| ------------------------------------ | --------------- |
| Úc (ARIA)                            | 25              |
| Áo (Ö3 Austria Top 40)               | 27              |
| Bỉ (Ultratop 50 Flanders)            | 44              |
| Bỉ (Ultratop 50 Wallonia)            | 5               |
| Europe (European Hot 100 Singles)    | 35              |
| Đức (GfK)                            | 40              |
| Ireland (IRMA)                       | 26              |
| Ý (FIMI)                             | 29              |
| Hà Lan (Dutch Top 40)                | 40              |
| Hà Lan (Single Top 100)              | 20              |
| Scotland (OCC)                       | 15              |
| Tây Ban Nha (PROMUSICAE)             | 18              |
| Thụy Điển (Sverigetopplistan)        | 49              |
| Thụy Sĩ (Schweizer Hitparade)        | 32              |
| Anh Quốc (OCC)                       | 15              |
| Anh Quốc Rock and Metal (OCC)        | 3               |
| Hoa Kỳ Billboard Hot 100             | 48              |
| Hoa Kỳ Alternative Songs (Billboard) | 1               |
| Hoa Kỳ Mainstream Rock (Billboard)   | 2               |

| Bảng xếp hạng (2017)                   | Vị trí cao nhất |
| -------------------------------------- | --------------- |
| Cộng hòa Séc (Singles Digitál Top 100) | 71              |
| Slovakia (Singles Digitál Top 100)     | 86              |
| Hoa Kỳ Hot Rock Songs (Billboard)      | 15              |

### Bảng xếp hạng cuối năm
| Bảng xếp hạng (2019) | Vị trí |
| -------------------- | ------ |
| Bồ Đào Nha (AFP)     | 1416   |

### Chứng nhận
| Quốc gia                                                    | Chứng nhận | Số đơn vị/doanh số chứng nhận |
| ----------------------------------------------------------- | ---------- | ----------------------------- |
| Anh Quốc (BPI)                                              | Silver     | 200.000‡                      |
| Hoa Kỳ (RIAA)                                               | Platinum   | 1.000.000‡                    |
| ‡ Chứng nhận dựa theo doanh số tiêu thụ và phát trực tuyến. |            |                               |